# Nisus Writer
Nisus Writer ist ein Textverarbeitungsprogramm für Macintosh.

## Nisus Writer für Classic Mac OS
Nisus Writer war das erste Textverarbeitungsprogramm für den Macintosh, das WorldScript unterstützte. Damit war es – lange vor der Einführung von Unicode – in der Lage, mehrere Schriftsysteme in einem Textdokument zu mischen, also Hebräisch, Arabisch, Japanisch usw., sofern das entsprechende Apple Language Kit installiert war. Nisus Writer war daher vor allem ein unverzichtbares Werkzeug für Anwender, die mit alten Sprachen zu tun hatten, etwa Theologen und Archäologen.
Weitere Alleinstellungsmerkmale waren mehrteilige Textauswahl und mehrere Zwischenablagen, eine Tonaufnahmefunktion usw.
Die letzte Version ist Nisus Writer 6.5; sie wird nach wie vor vertrieben. Sie läuft unter Mac OS 8.6 bis 9.2.2 sowie unter Mac OS X, allerdings nur in der Classic-Umgebung auf PPC, ab Mac OS X 10.5 nur unter SheepShaver. Die internationalen Nisus Writer Dictionaries, die es auf CD gab, werden nicht mehr vertrieben, so dass man als Käufer der US-Version des Nisus Writer 6.5 nur englische Rechtschreibprüfung und vor allem nur englische Silbentrennung durchführen kann.
Ein besonders schlankes Textverarbeitungsprogramm stellte Nisus mit Nisus Writer Compact zur Verfügung. Es war vor allem für den stromsparenden Einsatz auf den 68K-PowerBooks von Apple gedacht.
Nisus Writer wurde von seinen Anwendern geschätzt wegen der Zuverlässigkeit und der Leistungsmerkmale, die bei anderen Programmen nicht zu finden waren. Diese Leistungsmerkmale machten es zu einem beliebten Werkzeug für Vielschreiber, insbesondere Buchautoren. Zugleich stand Nisus Writer wegen der sehr freien Interpretation von Apples Benutzerschnittstellenrichtlinien stets in der Kritik.

## Nisus Writer Express & Pro für OS X
Für Mac OS X entwickelte Nisus ein von Grund auf neues Produkt, Nisus Writer Express auf Basis von Cocoa, das sich sehr eng an die Benutzerschnittstellenrichtlinien von Apple hält. Es handelt sich um eine sehr schlanke Textverarbeitung mit weitreichender Word-Kompatibilität. Im Jahr 2007 veröffentlichte Nisus ein weiteres Produkt, Nisus Writer Pro, welches die Funktionsmerkmale von Nisus Writer Express um mehrere professionelle Funktionen, wie zum Beispiel dem Erstellen von Inhaltsverzeichnissen und Indices sowie der Unterstützung von Querverweisen, erweiterte. Das Programm baut auf Nisus Writer Express auf und weist daher eine ganze Reihe Ähnlichkeiten mit Letzterem auf, sowohl was die Funktionalität wie auch die Benutzeroberfläche betrifft.
Es gibt Lokalisierungen des Programms in verschiedenen Sprachen wie Dänisch, Französisch, Deutsch, Italienisch, Polnisch und Spanisch.